# Nisoi Kinaros Kai Levitha Kai Nisides Liadia, Plaka, Glaros, Mavra Kai Thalassia Periochi
Nisoi Kinaros Kai Levitha Kai Nisides Liadia, Plaka, Glaros, Mavra Kai Thalassia Periochi este o arie protejată (arie de protecție specială avifaunistică — SPA) din Grecia întinsă pe o suprafață de 10.720,26 ha, integral pe uscat.

## Localizare
Centrul sitului Nisoi Kinaros Kai Levitha Kai Nisides Liadia, Plaka, Glaros, Mavra Kai Thalassia Periochi este situat la coordonatele 36°59′40″N 26°23′03″E / 36.994512°N 26.384243°E.

## Înființare
Situl Nisoi Kinaros Kai Levitha Kai Nisides Liadia, Plaka, Glaros, Mavra Kai Thalassia Periochi a fost declarat arie de protecție specială avifaunistică în octombrie 2001 pentru a proteja 13 specii de animale.

## Biodiversitate
Situată în ecoregiunile marină mediteraneană și mediteraneană, aria protejată nu include niciun habitat protejat.
La baza desemnării sitului se află mai multe specii protejate de  păsări (13): lăstunul mare (Apus apus), stârc cenușiu (Ardea cinerea), lăstun de casă (Delichon urbicum), egretă mică (Egretta garzetta), Emberiza caesia, Falco eleonorae, șoim călător (Falco peregrinus), rândunică (Hirundo rustica), codobatura galbenă (Motacilla flava), viespar (Pernis apivorus), Phalacrocorax aristotelis desmarestii, corcodel-cu-gât-negru (Podiceps nigricollis), Tachymarptis melba